# Eucalyptus polybractea
Eucalyptus polybractea, el mallee azul, o mallee de hojas azules, es una especie de eucalipto perteneciente a la familia de las mirtáceas.

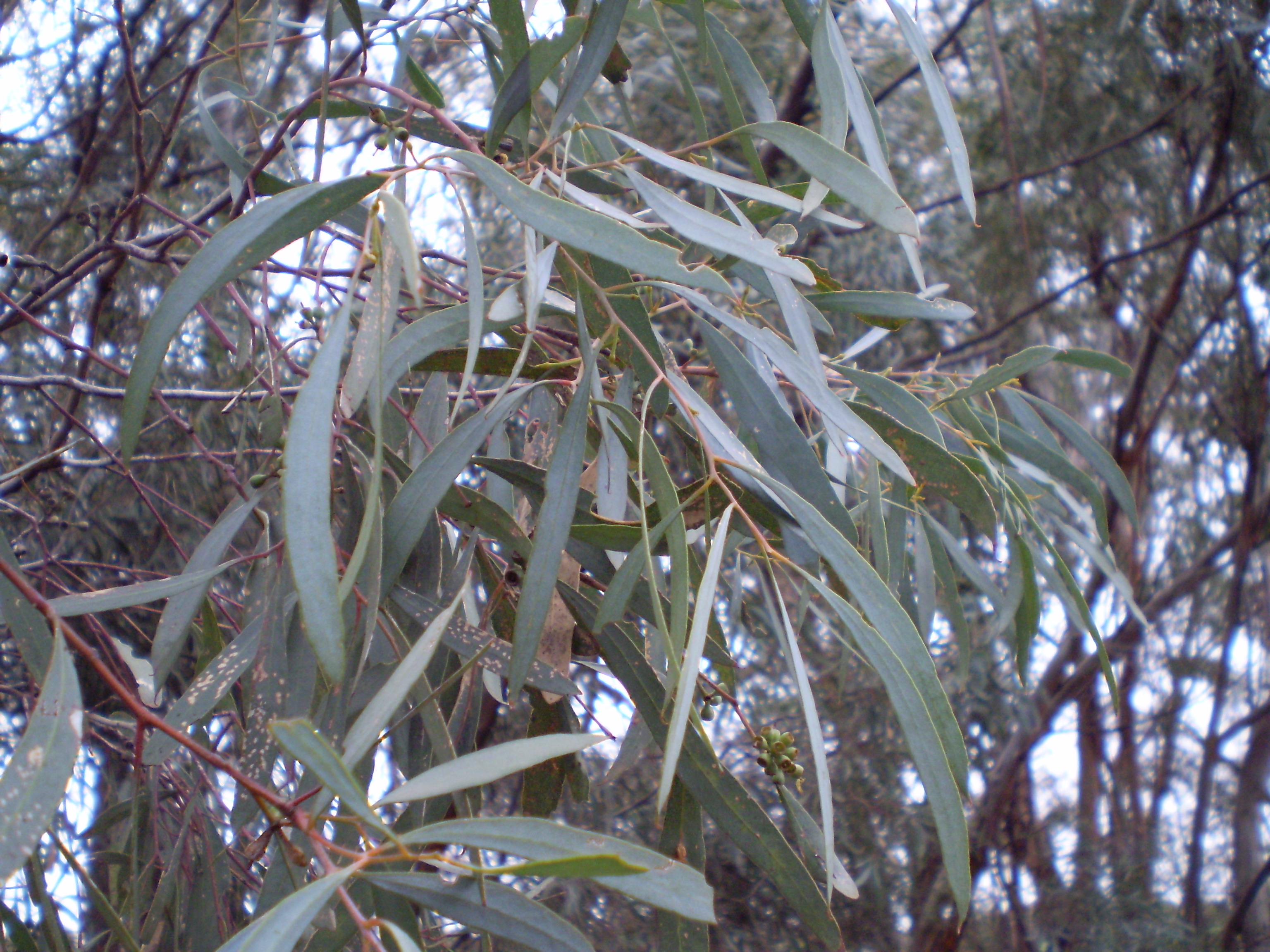
Hoja de Eucalyptus polybractea.

## Descripción
Es un árbol esclerófilo bastante ramificado que crece naturalmente en el oeste de Nueva Gales del Sur y de Victoria en Australia. La corteza es lisa, y fibrosa cerca de la base del tronco. Las hojas están separadas y son de lineares a lanceoladas. Las hojas juveniles son glaucas, y las adultas verde-grises. Después de las flores aparecen cápsulas leñosas de 3-6 mm de largo.

## Aceite esencial
Las hojas de E. polybractea se usan para obtener  aceite de eucalipto con muy altos niveles de cineol (hasta 91%), produciendo 0,7-5% del peso total en fresco. El aceite se usa primordialmente como ingrediente medicinal y como saborizante.

## Taxonomía
Eucalyptus polybractea fue descrita por F.Muell. ex R.T.Baker y publicado en Proceedings of the Linnean Society of New South Wales 25: 692–693, tab. xlvi, figs. 7–8. 1901.
Etimología
Eucalyptus: nombre genérico que proviene del griego antiguo: eû = "bien, justamente" y kalyptós = "cubierto, que recubre". En Eucalyptus L'Hér., los pétalos, soldados entre sí y a veces también con los sépalos, forman parte del opérculo, perfectamente ajustado al hipanto, que se desprende a la hora de la floración.
polybractea: epíteto latíno que significa "con muchas brácteas".